# ウラジーミル・ラムスドルフ
ウラジーミル・ニコラエヴィッチ・ラムスドルフ (ロシア語: Влади́мир Никола́евич Ла́мсдорф; ドイツ語: Wladimir Nikolajewitsch Freiherr  von der Wenge Graf  Lambsdorff; 1845年1月6日（ユリウス暦 1844年12月25日） – 1907年3月19日（ユリウス暦 3月6日）) は、バルト・ドイツ人の家系に属する帝政ロシアの政治家で、1900年から1906年まで、すなわち日露戦争やロシア第一革命などの大事件を含む重要な時期にロシア帝国の外務大臣を務めた。

## 初期の経歴
ウラジーミル・ラムスドルフはロシア帝国陸軍のキャリア官僚の子息であり、若年にあっては貴族幼年学校に通った。他の多くのロシア外交官と同様、彼はサンクトペテルブルクのツァールスコエ・セロー・リツェイ（ツァールスコエ・セロー学習院）に入学し、1866年に政府官僚としてのキャリアを歩み始めた。 1878年のベルリン会議ではロシア帝国の外務大臣であったアレクサンドル・ゴルチャコフの随行員を務めた。1884年には若き外交官として、ロシアのアレクサンドル3世、ドイツ帝国（プロイセン）のヴィルヘルム1世、オーストリア帝国のフランツ・ヨーゼフの3帝によるスキェルニェヴィツェ（現、ポーランド領）およびクロムニェジーシュ（現、チェコ領）の会談に参加した。
ゴルチャコフの後継者の ニコライ・ギールス外相はみずからの後援者および後継者としてラムスドルフを引き立てた。1880年代、彼は三帝協商の支援者であったが、1890年のオットー・フォン・ビスマルクの解任ののち見解を改めた。1897年、彼は外務副大臣に任命された。彼は、1899年にオランダのデン・ハーグで開かれた 第1回万国平和会議において重要な役割を果たした。3年後に外務大臣職をミハイル・ムラヴィヨフより引き継いだとき、その外交政策には相当の継続性があったのである。

## 外務大臣として
ラムスドルフの懸念は主として、バルカン半島におけるロシア帝国の地位の強化・保護に向けて、東方問題をいかに解決し、オスマン帝国の行政改革をどう進めていくかに向けられていた。1902年後半、彼は個人の資格で セルビアのベオグラード、ブルガリアのソフィア および オーストリアのウィーン の地を訪れ、ニコラ・パシッチやフリスト・タタルチェフ、アゲノル・マリア・ゴウホフスキといった人物、あるいは、その君主らとバルカン危機について語りあった。1903年9月、彼は皇帝 ニコライ2世に同行してウィーンやミュルツツーシュラークを訪れた。 ラムスドルフは、これらの地のスラヴ民族主義を目の当たりにしてオスマン帝国の瓦解を食い止めることを願い、イリンデン蜂起やそれ以外の内部マケドニア革命組織の活動を厳しく非難した。彼はまた、テオドール・ヘルツルによって推し進められたシオニストの大義については同情的であった。
ラムスドルフは、ロシアが東アジアを支配する運命を背負った帝国であるというツァーリ（ロシア皇帝）の信念を彼とは共有せず、ツァーリに対する「ベゾブラーゾフの徒党」の影響を低減させるため、セルゲイ・ヴィッテ財務大臣やアレクセイ・クロパトキン軍部大臣と協力した。1900年、清国で義和団の乱が起こるとロシアは満洲に大軍を送り、そのまま満洲全土を占領して、その年の11月、現地軍同士で密約（満洲に関する露清協定）を結んだ。露清の密約は1900年の年末には外部の知るところとなり、翌1901年はじめには密約内容の一端が英国紙『ロンドンタイムズ』によって報道され、列国もロシアの動向に注意を払うようになった。ラムスドルフが外相に就任したのは、まさにその時期であった。日本側の照会に対しラムスドルフは、露清二国間の案件であり日本政府に回答する義務はなく、また満洲でのロシアの地位は自衛の結果であると応答している。この密約については、李鴻章が即時調印を許さず、彼の意向もあってサンクトペテルブルクで撤兵条件について協議することとなった。ラムスドルフは12か条より成る撤兵草案を2月22日に提出したが、それは全満洲が清国に返還されるとしたものの、実際にはロシアの勢力下に置かれるというものであった。彼は、これがロシアの求める最小限度の要求であること清国側に説明した。しかし、英・米・日・独の強い反対があり、列国協定方式による事態解決が提議されたこともあって、結局、ロシア側は4月の官報で一方的に露清交渉の打ち切りを宣言した。
北清事変の講和条約（北京議定書）が1901年6月に結ばれると、ロシアとしても満洲撤兵問題に決着を着けなければならなくなった。日本の小村寿太郎外相は李鴻章死後の清の外交担当者であるは慶親王奕劻を支援してラムスドルフとも激しいやりとりを交えたが、ラムスドルフはその交渉のなかで、日本国内の新聞の論調があまりに反露的なので緩和してもらいたいと小村に要請している。一方、伊藤博文も日露協商の可能性を追求すべく1901年11月から12月にかけてサンクトペテルブルクを訪問し、ラムスドルフとは12月2日と4日の2回、ウィッテとは1回（12月3日）会談した。結局、露清間で満洲還付条約が結ばれたのは、日英間で日英同盟が結ばれた後の1902年4月8日のことであった。内容は、6か月ごと3回に分けて1年半で全満洲からロシア軍を引き上げるというものであった。ラムスドルフにとっては、日英同盟の成立は外交上の痛手であり、2月12日に栗野慎一郎駐露公使が日英同盟の条約文を示した際、彼は驚愕の表情を浮かべ、条約中に戦争に関する条項があるのは遺憾であると述べている。伊藤博文が日露合意のためにロシアを訪れた際も、彼は、東清鉄道の権益を守り、イギリスとの衝突を回避するため、大韓帝国におけるロシアの商工業利権を放棄して日本と妥協し、日露合意を成立させるよう提案した。しかし、ロシア政府内は強硬派の意見が強く、合意は成立しなかった。

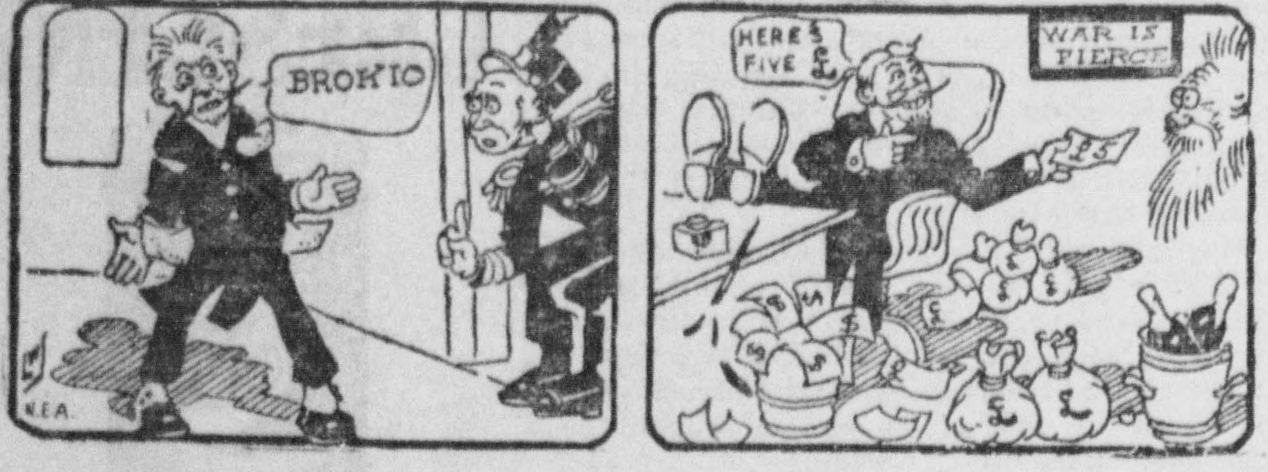
日露開戦の結果として、ロシア駐在の韓国の大臣（特命全権公使）は命令も資金もなしに取り残された。ほかの外交官たちは彼にお金を貸した。するとウラジーミル・ラムスドルフは、韓国の大臣が紛争期間に資金提供を受けるよう指示した。感謝した韓国の大臣は「急いでロシア艦隊基金に5ポンドを供与した」。
漫画家のリー・W・スタンリーはこのシナリオを2つの絵で描いている。左の漫画は、大臣がカラのポケットを見せて "BROKIO!"（すなわち「broke（壊れている）」または「一文無し」）を宣言している。右は、いくつものお金の入った袋に囲まれ椅子に座る大臣がデスクの上に足を乗せ、ロシアを意味するヒゲの男に"HERE FIVE"と言って5ポンドの小切手を渡している、デスクの上にはペンとインク壺があり、彼は今まさに小切手を切ったばかりであることを示し、床のシャンペン容器は彼が既に裕福になったことを物語る、という漫画である。

また、満洲還付条約が結ばれたにもかかわらず、予定された第2次以降の撤兵はなされなかった。クロパトキンはもともと、ロシアの勢力圏が保障されるまではロシア軍の満洲駐留を継続すべきであるという意見であり、ラムスドルフやヴィッテとはこの点では対立した。そして、日本との戦争を避けるために慎重な極東政策を支持していたヴィッテやラムスドルフらの発言権は弱まり、極東における軍備増強を唱える元近衛士官のアレクサンドル・ベゾブラーゾフを中心とする「ベゾブラーゾフの徒党」が皇帝ニコライ2世の信任を得て勢力を拡大させた。そして、ラムスドルフ、ヴィッテ、クロパトキンの知らないところでベゾブラーゾフ一派のエヴゲーニイ・アレクセーエフ提督が極東総督に任じられたのちは特に、彼はジンゴイズムに立つ軍部の強硬路線から確実に無視されるようになり、このことが彼があたかも辞任したかのような状態を招いたことにより、すべての出来事が日露戦争に向かう渦へと呑み込まれていった。
ラムスドルフが公職にあった時期に起こった最大の事件が日露戦争である。戦争のあいだ、ラムスドルフは彼の盟友であるセルゲイ・ヴィッテ伯爵の強烈な個性の陰に隠れていた。2人はともに米国ポーツマスでの日露講和条約交渉に臨んだが、サンクトペテルブルクに戻ったとき、ツァーリが帝政ドイツとのあいだにビョルケ密約を結んでいたことを知った。イギリスに対抗して結んだロシア・ドイツ同盟計画が効力を発することがなかったのは、かれらの努力の賜物であった。これにより、ラムスドルフはドイツの政府と新聞、双方からの敵意を買うこととなった。ツァーリがヴィッテとラムスドルフの議論をもし聞かなかったとしたら、「ヨーロッパ史全体そして世界史全体が異なったものになったかもしれない」。
ラムスドルフは、ドイツによる1906年モロッコ危機に際しては同盟国であるフランスの支援に貢献したが、これはのちに英・仏・露の三国協商成立へ向けた足がかりとなったのである。
1906年、ラムスドルフは最終的に職務から離れるとき、ポツダムとバッキンガム宮殿の両方からバランスをとったこと、つまり、英独間で等距離の位置を保ったことを自ら誇った。彼はヨーロッパでのロシアの地位を「誰も他の人の腕に落ちるのを見たくない金持ちの花嫁」に喩えた。ラムスドルフのイギリス・ドイツ両帝国に対するはっきりとした冷静な態度は、1904年10月のドッガーバンク事件やビョルケ密約に対する彼の対応ぶりで実証されたのである。

## 保守派
日露戦争での敗勢は帝政ロシアの威信低下をまねき、それ以前からロシア社会を覆っていた不公平や不平等への不満も相まってロシア第一革命の動きが活発化した。ピョートル・スヴャトポルク＝ミルスキー内相は解任され、新しい内相にはアレクサンドル・ブルイギンが任命された。プルイギンの案になるドゥーマ（国会）は諮問的なもので自由主義者たちを落胆させた。1905年7月の御前会議では、ラムスドルフは、宗務院長のポベドノスツェフ、司法相マヌーヒン、農業相シヴェネバフとともに、いかなるかたちでのドゥーマの開設も認めないという立場を表明した。なお、蔵相のウラジーミル・ココツェフ、教育相グラーゾフ、陸相アレクサンドル・レディゲルは表決を棄権し、多数派はプルイギン案に賛成してニコライ2世も最終的にはそれを認めた。

## 人物

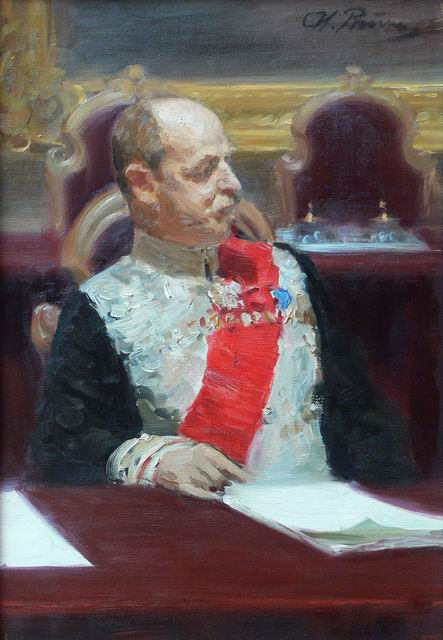
「ウラジーミル・ラムスドルフの肖像」（イリヤ・レーピン画、1901年-1903年）

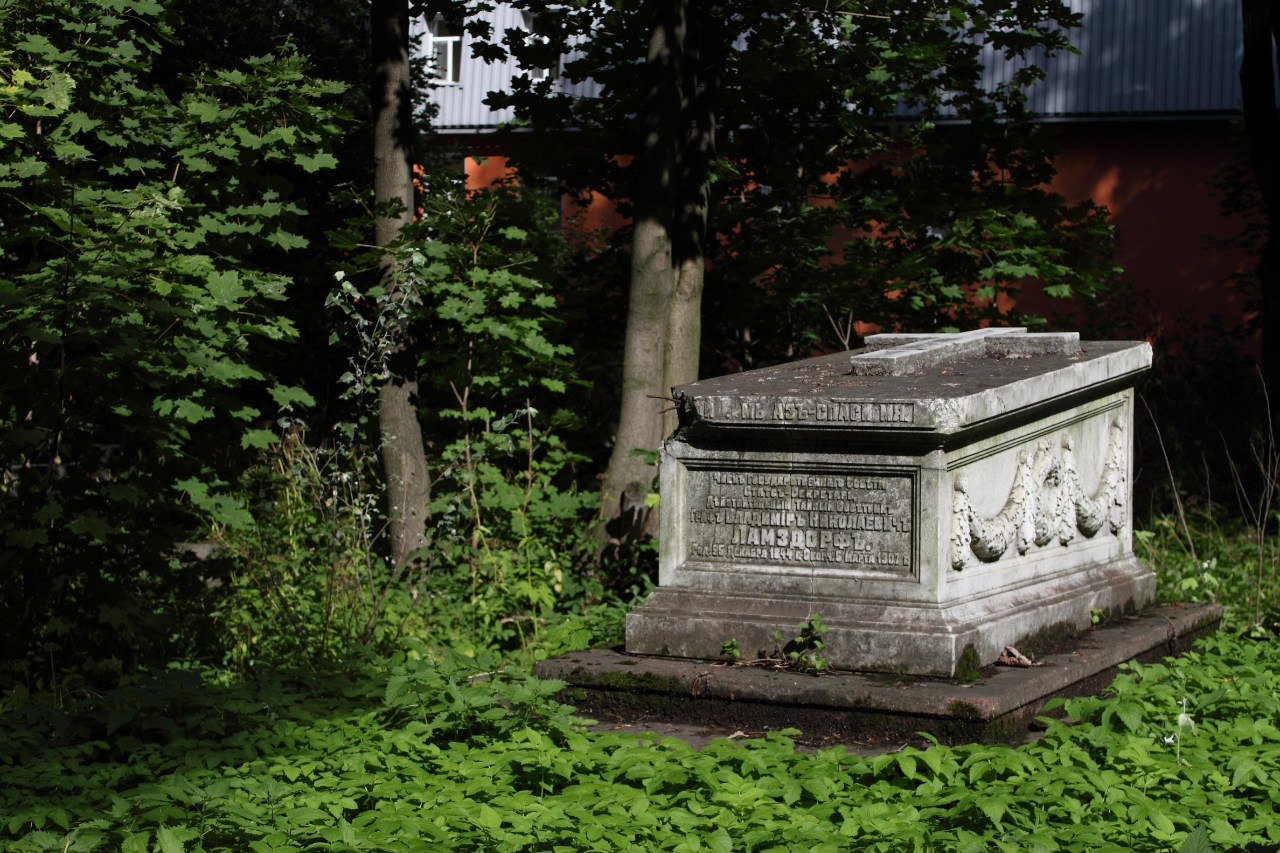
ラムスドルフの墓（サンクトペテルブルク、スモレンスキー・ルーテル派墓地

ラムスドルフは、同時代の人びとからは「温厚で品のよい、良き社会の男… とても広い額をもち、柔和で優しい物腰の男」と説明されている。彼は結婚せず、子どもももうけなかった。彼の性的指向についての噂はしばしば彼の政敵によって悪用され、宮廷での彼の権威を弱体化させた。アレクセイ・スヴォーリンの日記から特徴的な部分を抜粋すると「ツァーリは、ラムスドルフを "マダム" と呼び、彼の恋人サヴィツキーを伯爵に取り立てる。ラムスドルフは外務省の廊下で30年間過ごしたことを誇りにしている。彼は同性愛者であり、すべての男性は彼にとっては「お相手」なのだから、売春宿のなかで30年間過ごしたのとかわらない」。1906年5月の外相辞任により、ラムスドルフはロシア帝国国家評議会議員に認められた。しかし、彼は人生の残りの数ヶ月をイタリアのリグーリア海岸で過ごすことを選び、1907年3月、サンレーモで62歳の人生を閉じた。墓地はサンクトペテルブルクのスモレンスキー・ルーテル派墓地にある。

## 顕彰・叙勲
- 聖ウラジーミル勲章、2級
- 第1等聖スタニスラフ勲章
- 第1等聖アンナ勲章
- 聖アレクサンドル・ネフスキー勲章
- 白鷹勲章

外国からの叙勲
- プロイセン王国 王冠勲章 - 1901年9月 - ロシア皇帝ニコライ2世が艦隊演習のためにドイツを訪れた際に叙勲した[17]。